# Action concept
Die action concept Film- und Stuntproduktion GmbH ist ein deutsches Filmproduktionsunternehmen für Actionformate mit Sitz in Euskirchen. Das 1992 von Hermann Joha gegründete Unternehmen erwirtschaftete 2004 mit etwa 400 Mitarbeitern, davon 150 Festangestellte, einen Umsatz von etwa 40 Millionen Euro und zählt somit zu den wichtigsten Produktionsunternehmen Europas im Action-Genre.
Das Unternehmen wurde vor allem durch seine Arbeit an RTL-Produktionen wie Alarm für Cobra 11 – Die Autobahnpolizei und Der Clown bekannt.

## Leistungen
Das Unternehmen bietet eine vollständige Filmproduktion, von der Entwicklung über die Produktion bis hin zur Postproduktion, an. Das Kerngeschäft der Produktionsfirma ist die Herstellung von fiktiven Actionserien und – filmen mit aufwendigen Stuntszenen. Die Eigenproduktionen bewähren sich auf dem nationalen sowie internationalen Markt. Weiterer Schwerpunkt sind Produktionsdienstleistungen im gesamten Spektrum der Produktionsplanung und Durchführung für nationale und internationale Filmproduktionen.
Die Firma bildet zudem hausintern Stuntmen und Stuntwomen für eigene Produktionen aus. Das Auswahlverfahren erfolgt durch ein Sichtungsseminar und ein nachfolgendes Praktikum.
Die Schwesterfirma action image produziert darüber hinaus Image- und Werbefilme sowie Musikvideos.

## Produktionen
Action concept ist vor allem für Actionformate des Privatsenders RTL tätig. Seltener arbeitet das Unternehmen für die ProSiebenSat1 Media AG und Das Erste.
Hier eine Übersicht über die Produktionen des Filmproduktionsunternehmes.

### Fernsehserien
| Titel                                    | Produktionsjahre | Sender | Erstausstrahlung |
| ---------------------------------------- | ---------------- | ------ | ---------------- |
| Alarm für Cobra 11 – Die Autobahnpolizei | 1996 – heute     | RTL    | 12.03.1996       |
| MEK 8                                    | 2010             | RTL II | 25.08.2012       |
| 112 – Sie retten dein Leben              | 2008             | RTL    | 25.08.2008       |
| Lasko – Die Faust Gottes                 | 2008–2010        | RTL    | 18.06.2009       |
| Alarm für Cobra 11 – Einsatz für Team 2  | 2001–2003        | RTL    | 17.04.2003       |
| Wilde Engel                              | 2001–2004        | RTL    | 28.02.2002       |
| Die Motorrad-Cops – Hart am Limit        | 1999–2000        | RTL    | 30.03.2000       |
| Der Clown                                | 1996–2000        | RTL    | 03.11.1996       |

### Fernsehfilme
| Titel                                        | Produktionsjahr | Sender    | Erstausstrahlung |
| -------------------------------------------- | --------------- | --------- | ---------------- |
| Camping mit Herz                             | 2018            | ARD       | 21.06.2019       |
| Der Athen-Krimi – Trojanische Pferde         | 2015            | ARD       | 28.01.2016       |
| Die Truckerin – Eine Frau geht durchs Feuer  | 2015            | Sat.1     | 02.02.2016       |
| Turbo & Tacho                                | 2012            | RTL       | 07.02.2013       |
| Der Ballermann – Ein Bulle auf Mallorca      | 2012            | RTL       | 27.12.2012       |
| Geister all inclusive                        | 2009            | RTL       | 19.05.2011       |
| Im Brautkleid durch Afrika                   | 2009            | Sat.1     | 26.01.2010       |
| Abgrund – Eine Stadt stürzt ein              | 2007            | ProSieben | 02.06.2008       |
| Fast Track – No Limits                       | 2007            | ProSieben | 21.02.2008       |
| Dekker und Adi – Wer bremst verliert!        | 2006/2007       | Sat.1     | 10.06.2008       |
| Crash Kids – Trust No One                    | 2006            |           |                  |
| Hammer und Hart                              | 2005            | ProSieben | 30.09.2006       |
| Good Girl, Bad Girl                          | 2005            | RTL       | 14.08.2006       |
| Ausgeliefert! Jagd durch Berlin              | 2005            | RTL       | 11.10.2008       |
| Crazy Race 2 – Warum die Mauer wirklich fiel | 2004            | RTL       | 21.11.2004       |
| Lasko – Im Auftrag des Vatikans              | 2004            | RTL       | 16.03.2006       |
| Kimme und Dresche                            | 2003            | RTL       | 09.07.2005       |
| Hai-Alarm auf Mallorca                       | 2003            | RTL       | 17.10.2004       |
| Der Superbulle und die Halbstarken           | 2000            | RTL       | 29.10.2000       |
| Maximum Speed                                | 2000            | RTL       | 16.05.2002       |
| Der Träumer und das wilde Mädchen            | 1998            | RTL       | 14.11.1999       |

### Weitere Produktionen

#### Kinofilme
- Out of Control (2016)
- Kampfansage – Der letzte Schüler (2005)
- Der Clown – Payday (2003)

#### Koproduktion
- Rush – Alles für den Sieg (2012)

#### Fernsehmagazine
- Action! – Die rasantesten Stunts aller Zeiten Moderation: Cobra-11-Star Erdoğan Atalay (Folge 01–08 | 2008)
- Europe's Greatest Stunts (2006)
- The Big Screen (2005)
- und action… – Action- und Sportmagazin aus dem Spessart (2005)
- Stuntteam (1994)

#### Dokumentarfilm
- Action Concept – Action Made in Germany (2003)

#### Musikvideo
- Depeche Mode – A pain that I'm used to
- Perzonal War – My Secret (2004)

#### Stuntkoordination
- Tatort: Der Hammer (2014)
- Tatort: Kopfgeld (2014)[6]
- Tatort: Mord ist die beste Medizin (2014)
- Tatort: Der Irre Iwan (2015)[7]
- Tatort: Fegefeuer (2016)

## Auszeichnungen
- Deutscher Fernsehpreis
  - 2012 für Hermann Joha für „Besondere Leistungen im Bereich Fiction“[8]
- Filmfare Awards
  - 2012 für action concept für die Actionszenen in „DON 2“[8]

Action concept wurde als weltweit einzige Filmproduktionsfirma acht  Mal in Los Angeles mit dem Taurus World Stunt Award ausgezeichnet.
- Taurus World Stunt Award
  - Beste Action in einem nicht englischsprachigen Film (Best Action in a Foreign Film)
    - 2003: für die Serie Wilde Engel[9]
    - 2004: für den Pilotfilm Countdown auf der Todesbrücke (Alarm für Cobra 11 – Team 2)[10]
    - 2005: für den Kinofilm Der Clown – Payday[11]
    - 2007: für die Serie Alarm für Cobra 11[12]
    - 2009: für die Serie Alarm für Cobra 11[13]
    - 2011: für den Pilotfilm Der Anschlag (Alarm für Cobra 11)[14]
    - 2012: für den Pilotfilm 72 Stunden Angst (Alarm für Cobra 11)[15]
    - 2013: für den Pilotfilm Engel des Todes (Alarm für Cobra 11)[16]
    - 2015: für den Pilotfilm Die dunkle Seite (Alarm für Cobra 11)[17]
    - 2017: für den Pilotfilm Cobra, übernehmen Sie! (Alarm für Cobra 11)[18]
- Goldener Löwe
  - 1996: Sonderpreis für die besten Stunts und Special-Effects (Hermann Joha, Alarm für Cobra 11)[8]